# Боярський краєзнавчий музей
Боярський краєзнавчий музей — краєзнавчий музей у місті Боярці Фастівського району Київської області.

## Загальні дані
КУ «Боярський краєзнавчий музей» Боярської міської ради розташований у спеціально зведеному музейному приміщенні в середмісті Боярки за адресою: вул. Михайла Грушевського, буд. 49-А, м. Боярка 08150, Фастівський район, Київська область, Україна.
Директор закладу — Терпіловська Галина Володимирівна.
Головний зберігач фондів музею — Чурілова Яніна Петрівна.

## З історії музею
Музей було відкрито в 1974 році як літературно-меморіальний музей М.Островського.
У 1992 році музей було перепрофільовано в краєзнавчий і здійснено відповідну реекспозицію. Відтоді музей став центром вивчення історії та культури Боярки й прилеглих сіл. До 2021 року був єдиним музейним закладом Києво-Святошинського району.
Фонди нового по суті музею формувалися на матеріалах місцевих краєзнавців І. Іванова, В. Кубренкова, В. Гориновича, А. Януш.
Із запровадженням децентралізації Боярський краєзнавчий музей отримав статус комунальної установи. Нині КУ «Боярський краєзнавчий музей» є осередком культурного життя Боярки та громади, в ньому регулярно проводяться різноманітні виставки, презентації, творчі зустрічі.

## Фонди, експозиція та діяльність
Фонди КУ «Боярський краєзнавчий музей» налічують понад 16 тисяч предметів основного та науково-допоміжного фондів: письмодруковані матеріали, нумізматика, живопис, графіка, етнографія, філателія, археологія, меморії, фото, скульптурно-декоративний фонд та фонд кіно- і звукозапису.
У колекції музею зберігаються живописні картини заслужених художників України: Федора Глущука, Юрія Мохора, Олеся Ткаченка та Юрія Пацана; членів Національної спілки художників України: В. Шевченка, Є. Рябової, Г. Волошина, К. Кудряшової, М. Мозговенка; сучасних майстрів: В. Вишняка, Ю. Горбачова, О. Малінченка, С. Герасименка, М. Стеценка, Ю. Бойка, В. Ганжуги, А. Коваленка, В. Плахотнюк, В. Ігумнова, Т. Гринюк, О. Прокопенка, А. Білюка (карбування), М. Новікова (скульптура), В. Цепляєва (різьблення по дереву), Н. Знови (шкіра, флористика, кераміка, художня вишивка), Д. Артюхової (пір'я) та багатьох інших талановитих митців району.
Значне місце в експозиції музею займають роботи місцевих митців В. Григор'єва, К. Полякової, Ф. Глущука, Ю. Мохора, В. Шевченка, Є. Рябової, К. Кудряшової (загалом творів образотворчого мистецтва у музейній колекції понад тисяча).
Музей став ініціатором увічнення імен видатних боярчан, які в різні роки проживали в Боярці. За підтримки Боярської міської ради вже встановлено понад 30 меморіальних дошок на будинках, де мешкали Шолом-Алейхем, Іван Коваленко, Віталій Чишко, Іван Іванов, Юрій Мохор, Олесь Ткаченко, Володимир П'янов, Олексій Семенов, Борис Списаренко та ін. Імена видатних діячів культури, які в різні часи перебували в Боярці, увічнено на Літературно-мистецькій стелі, що знаходиться на території Боярського краєзнавчого музею, серед них: Микола Лисенко, Володимир Самійленко, Олександр Богомазов, Ігор Юрков, Семен Надсон, Шолом-Алейхем, Ніна Харчук.
Співробітники музею висвітлюють процес дерусифікації, розміщуючи на музейному акаунті дописи із серії «Вулиць наших славні імена» про видатних осіб, на честь яких названо вулиці населених пунктів громади.
Великою популярністю у мешканців і гостей Боярки користуються пішохідні патріотичні екскурсії «Дорогами волі», присвячені ролі міста в Українській революції 1918—1921 рр. та видатним діячам, які перебували в Боярці в цей період. Це, зокрема, Є.Коновалець, Ю.Чмола, М.Безручко та ін.
На базі музею створено громадську організацію «Боярське Мистецьке Братство», членами якої є творчі люди міста: письменники, художники, музиканти, майстри декоративно-ужиткового мистецтва.
У 1997 р. було відкрито відділ музею — «Музей Миколи Пимоненка в с. Малютянка».

## Галерея

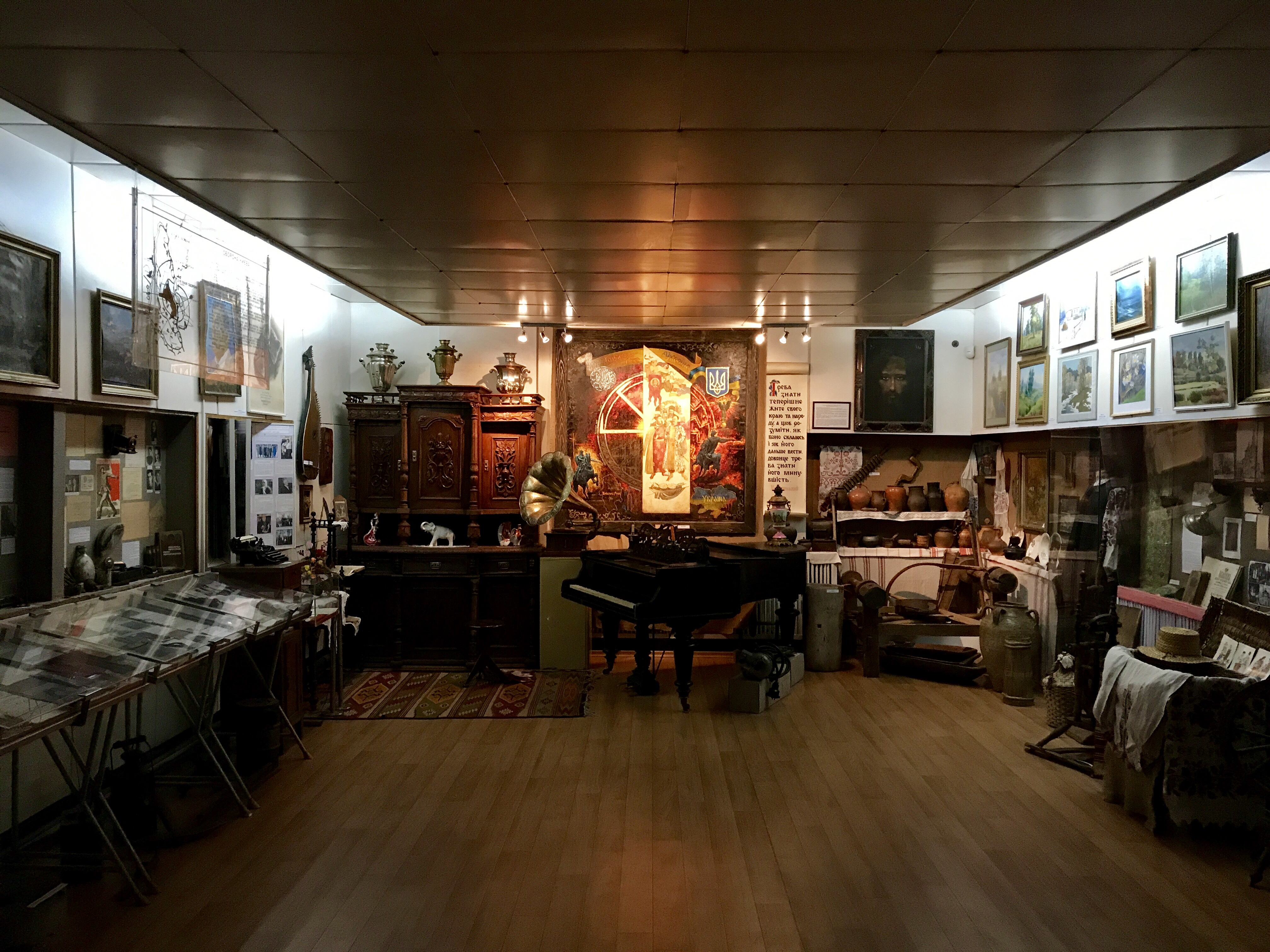
Експозиційна зала музею
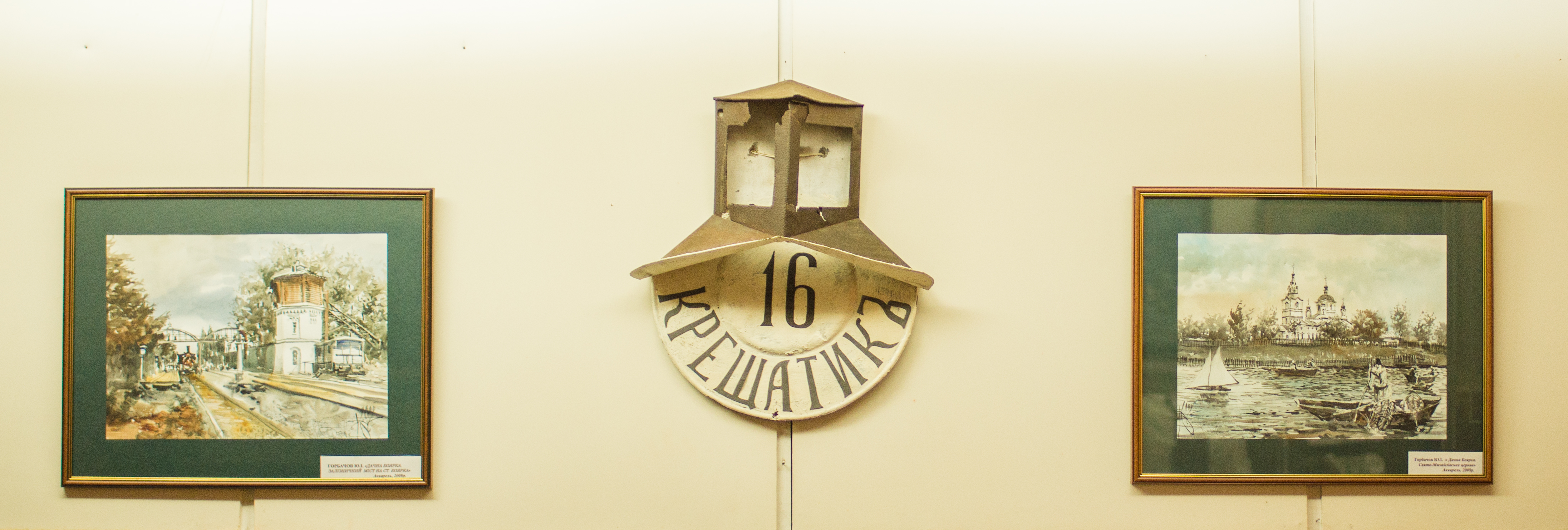
Фрагмент експозиції